# Konstantinovsk
Konstantinovsk (rusky Константиновск) je město v Rostovské oblasti v Ruské federaci. Při sčítání lidu v roce 2010 měl bezmála osmnáct tisíc obyvatel.

## Poloha a doprava
Konstantinovsk leží na pravém, severním břehu Donu, několik kilometrů proti proudu od ústí Severního Doňce. Od Rostova na Donu, správního střediska oblasti, je vzdálen přibližně 170 kilometrů severovýchodně.
Nejbližší železniční stanice je vzdálena pětadvacet kilometrů severozápadně v sídle městského typu Usť-Doněckij.

## Dějiny
V roce vznikla 17. století stanice Babskaja a v roce 1835 stanice Veděrnikovskaja. V roce 1839 se rozhodlo o jejich sloučení a sestěhování a tak vznikla stanice Konstantinovskaja pojmenovaná k poctě velkoknížete Konstantina Nikolajeviče. V roce 1941 se stanice stala sídlem městského typu a roku 1967 byla povýšena na město.